# كات زينغانو
كات زينغانو هي لاعبة فنون قتال مختلطة أمريكية ولدت في 1 يوليو 1982.بدأت كات مشوارها الأحترافي في 2008.